# Un sabato, con gli amici
Un sabato, con gli amici è un romanzo di Andrea Camilleri pubblicato nel 2009.

## Trama
Sei amici dei tempi dell'università hanno formato tre coppie apparentemente affiatate. Matteo ha sposato Anna, Andrea invece Renata, Giulia e Fabio vivono insieme. I sei si frequentano regolarmente, ma alla ricomparsa di Gianni, un amico gay che vuole entrare in politica, tutti gli schemi di sei vite passate a ricostruire la corazza rotta nell'infanzia saltano.

## Edizioni
- Un sabato, con gli amici, Collana Scrittori italiani e stranieri, Milano, Mondadori, 2009,  pp. 142, 11 cap., ISBN 978-88-045-8613-5. - Collana Oscar Bestsellers, Mondadori, 2010, ISBN 978-88-045-9825-1.
- Un sabato, con gli amici, Collana La memoria n.1301, Palermo, Sellerio, 2024, ISBN 978-88-389-4653-0.